# ASOBAT
ASOBAT（A Statement Of Basic Accounting Theory、基礎的会計理論に関する報告書）は、アメリカ会計学会が1966年に発表した会計理論の基礎に関する研究報告である。
この中で示された「会計とは、情報の利用者が判断や意思決定を行うにあたって、事情に精通した上でそれができるように、経済的情報を識別し、測定し、伝達する過程である」という会計の定義は、現在、多くの論文等での会計の定義に採用されており、会計の情報提供機能を主張した極めて初期のものとして有名である。